# Dekanat Ochsenfurt
Das Dekanat Ochsenfurt ist eines von 20 Dekanaten im römisch-katholischen Bistum Würzburg.
Es umfasst den ehemaligen Landkreis Ochsenfurt, welcher heute der südliche Teil des Landkreises Würzburg ist. Das Dekanat Ochsenfurt grenzt im Nordosten an das Dekanat Kitzingen, im Südosten an das Erzbistum Bamberg, im Süden an das Bistum Rottenburg-Stuttgart, im Westen an das Erzbistum Freiburg und im Norden an das Dekanat Würzburg links des Mains, Dekanat Würzburg-Stadt und Dekanat Würzburg rechts des Mains.
Achtunddreißig Pfarrgemeinden und sechs Kuratien haben sich 2010 zu sieben Pfarreiengemeinschaften zusammengeschlossen.
Dekan ist Oswald Sternagel, koordinierender Pfarrer der Pfarreiengemeinschaft Ochsenfurt – St. Andreas
mit St. Burkard, St. Thekla, Kleinochsenfurt-Maria Schnee. Sein Stellvertreter ist Gregor Sauer, koordinierender Pfarrer der Pfarreiengemeinschaft Aub-Gelchsheim. Verwaltungssitz ist Ochsenfurt.

## Gliederung
Sortiert nach Pfarreiengemeinschaften werden die Pfarreien (alphabetisch) genannt, alle zu einer Pfarrei gehörigen Exposituren, Benefizien, Filialen und Kapellen werden direkt nach der jeweiligen Pfarrei, aufgezählt.

### Emmaus: Frickenhausen-Zeubelried-Erlach-Kaltensondheim
- Pfarrei St. Gallus Frickenhausen am Main
- Pfarrei St. Maria Immaculata Erlach mit St. Andreas Kaltensondheim
- Pfarrei St. Blasius Zeubelried

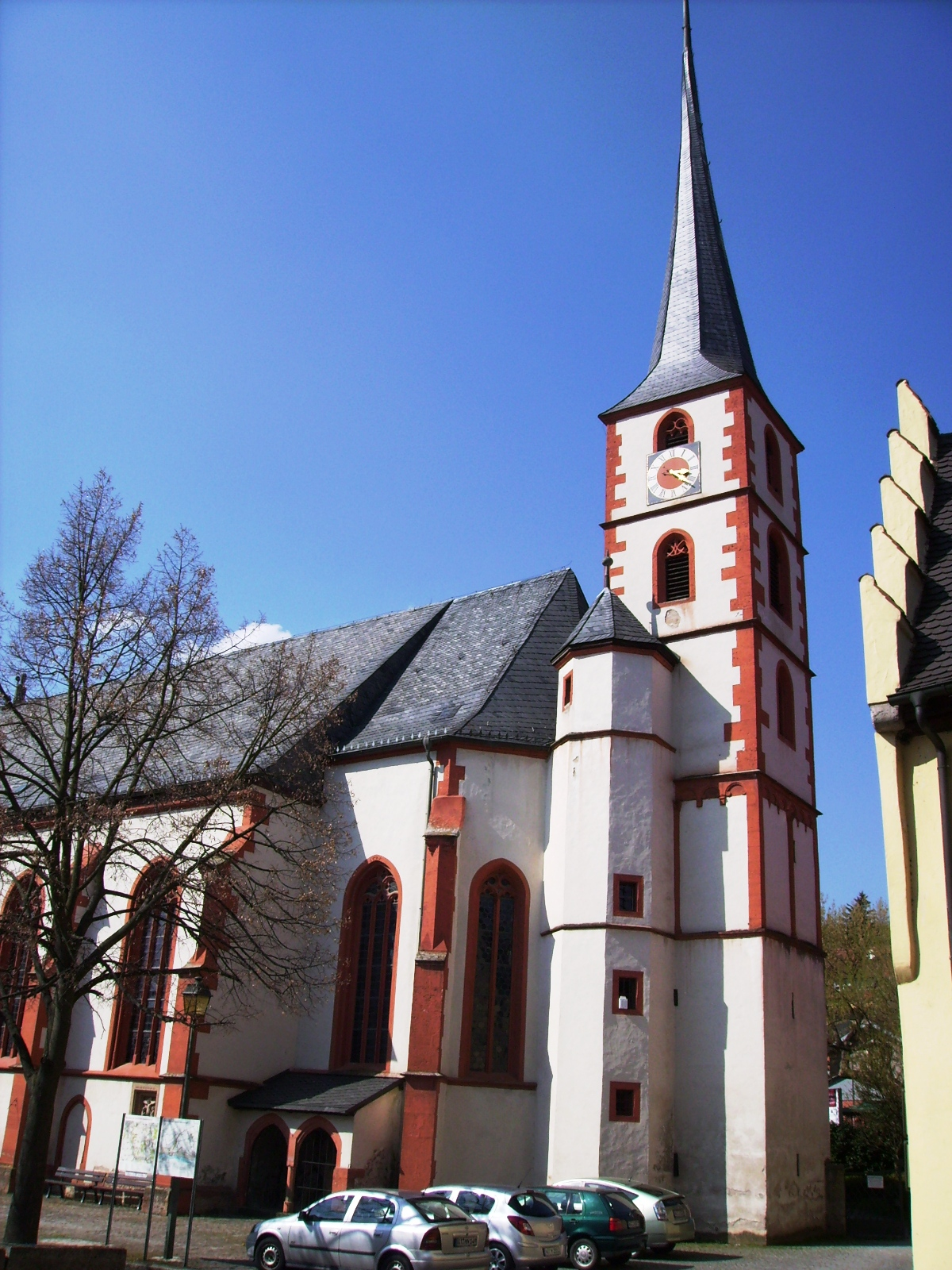
St. Gallus
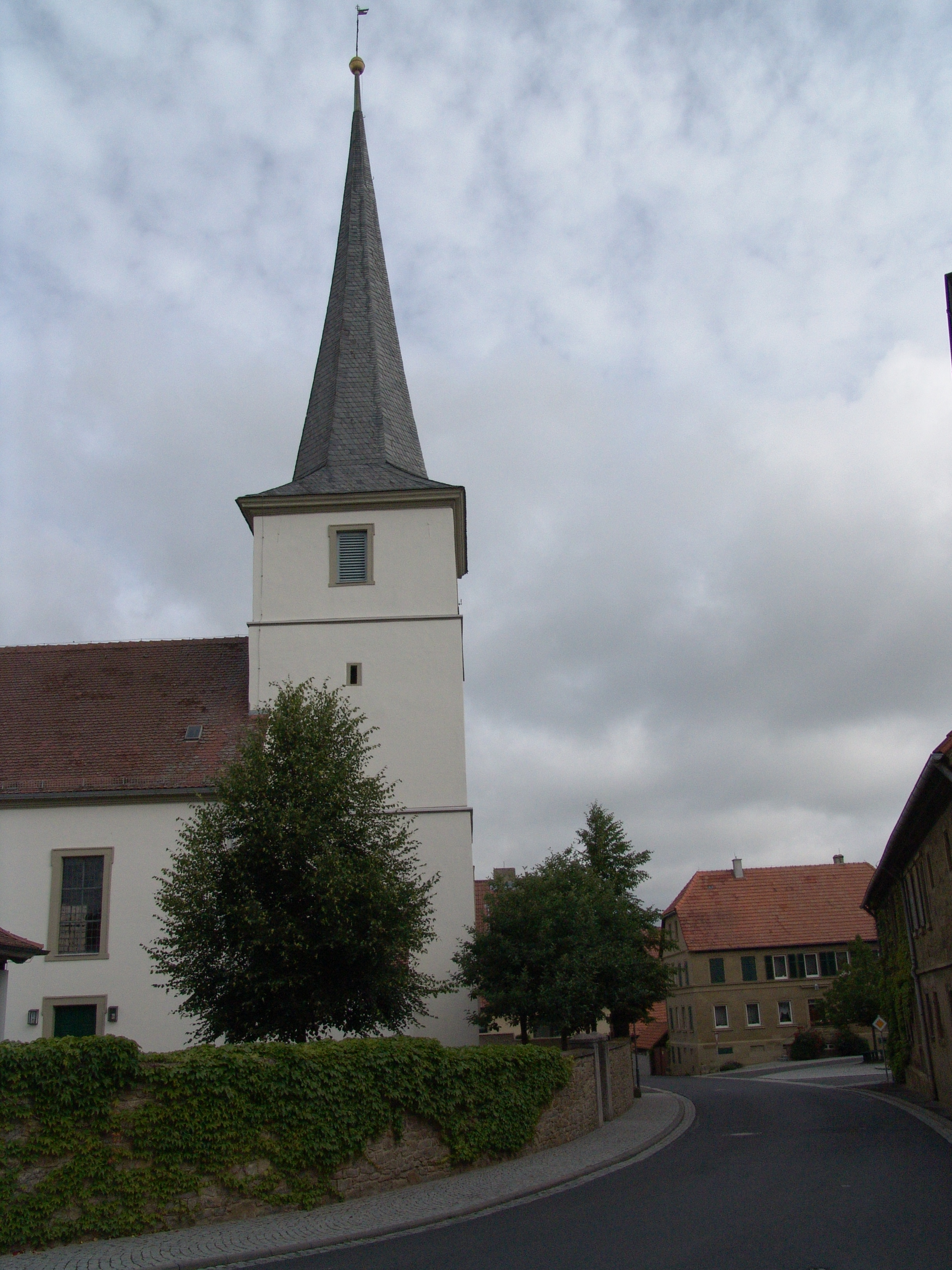
St. Andreas

### Tückelhausen
- Pfarrei St. Georg Tückelhausen Kloster Tückelhausen
- Pfarrei St. Laurentius Darstadt
- Pfarrei St. Johannes der Täufer Goßmannsdorf am Main, Kreuzkapelle
- Pfarrei St. Johannes der Täufer Hohestadt
- Pfarrei St. Peter und Paul Hopferstadt

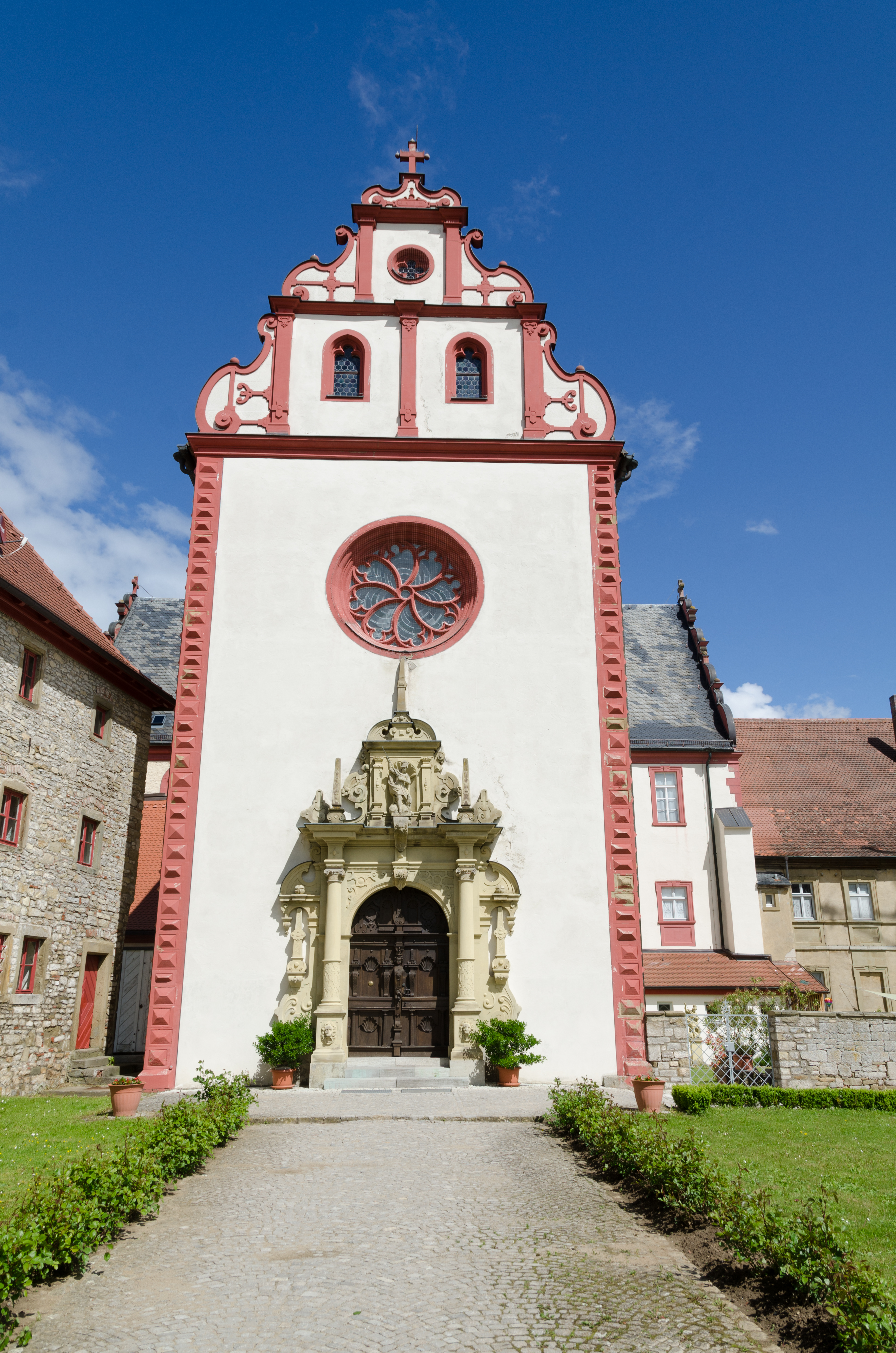
St. Georg
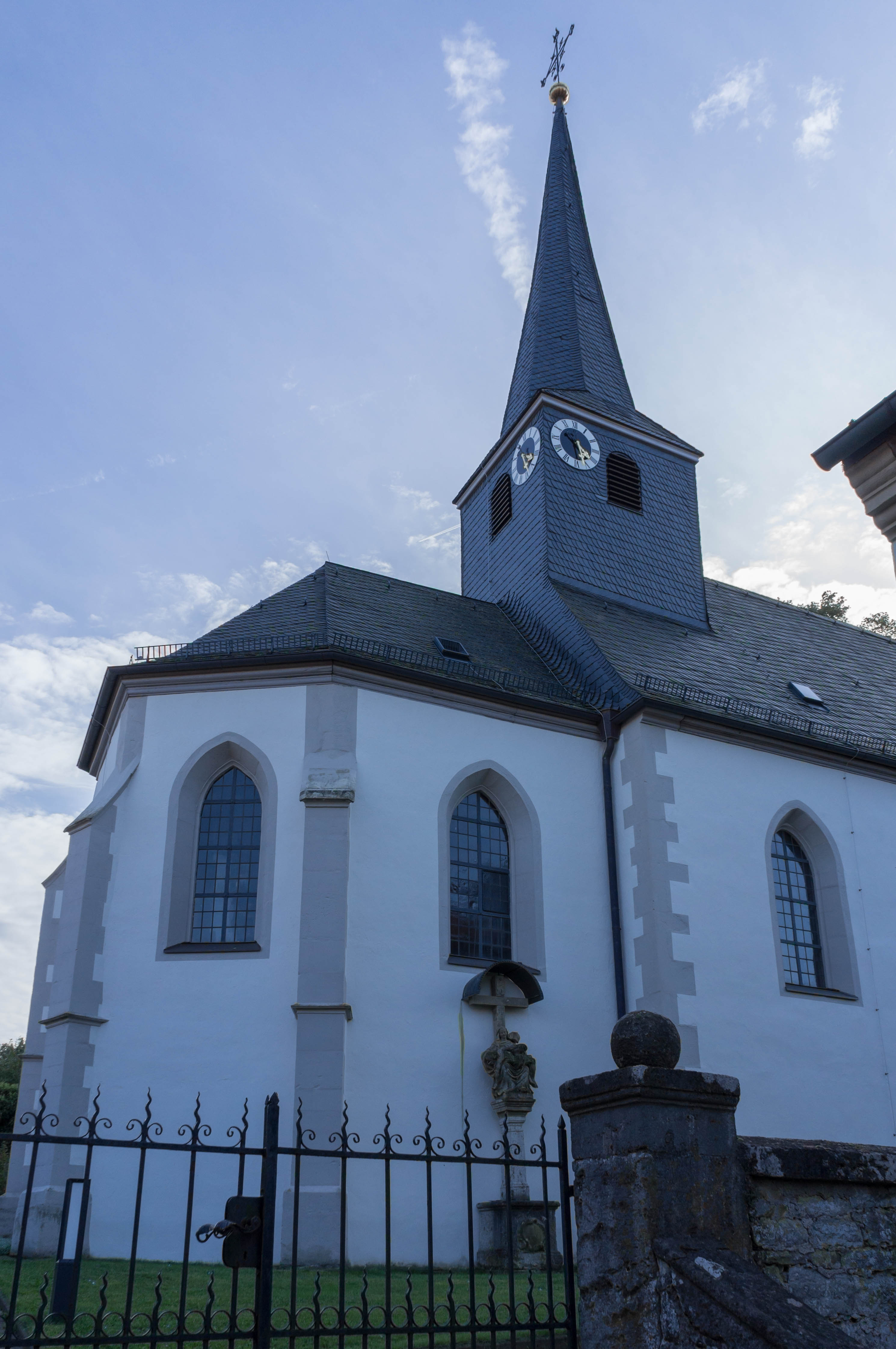
St. Laurentius
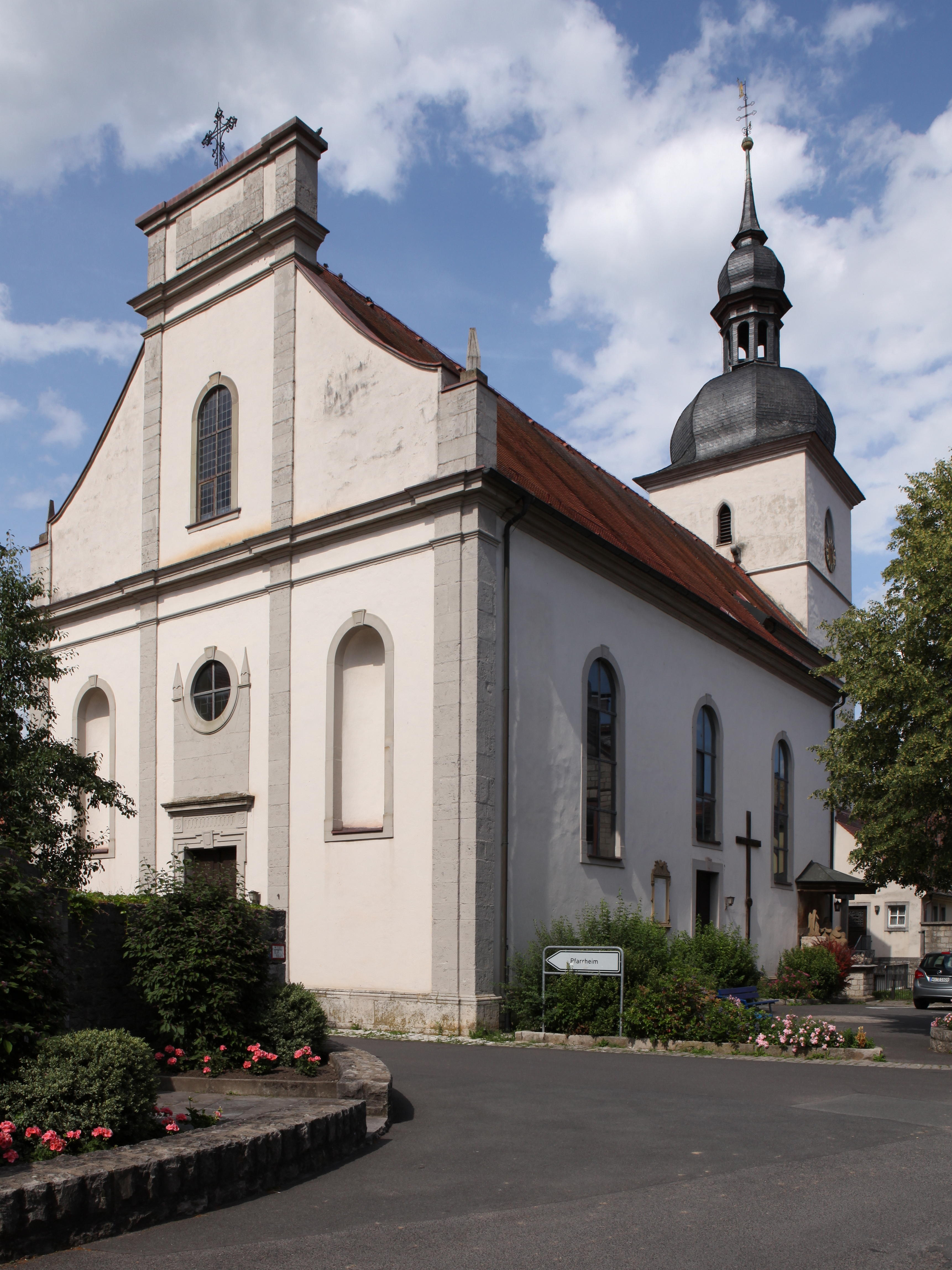
St. Johannes der Täufer
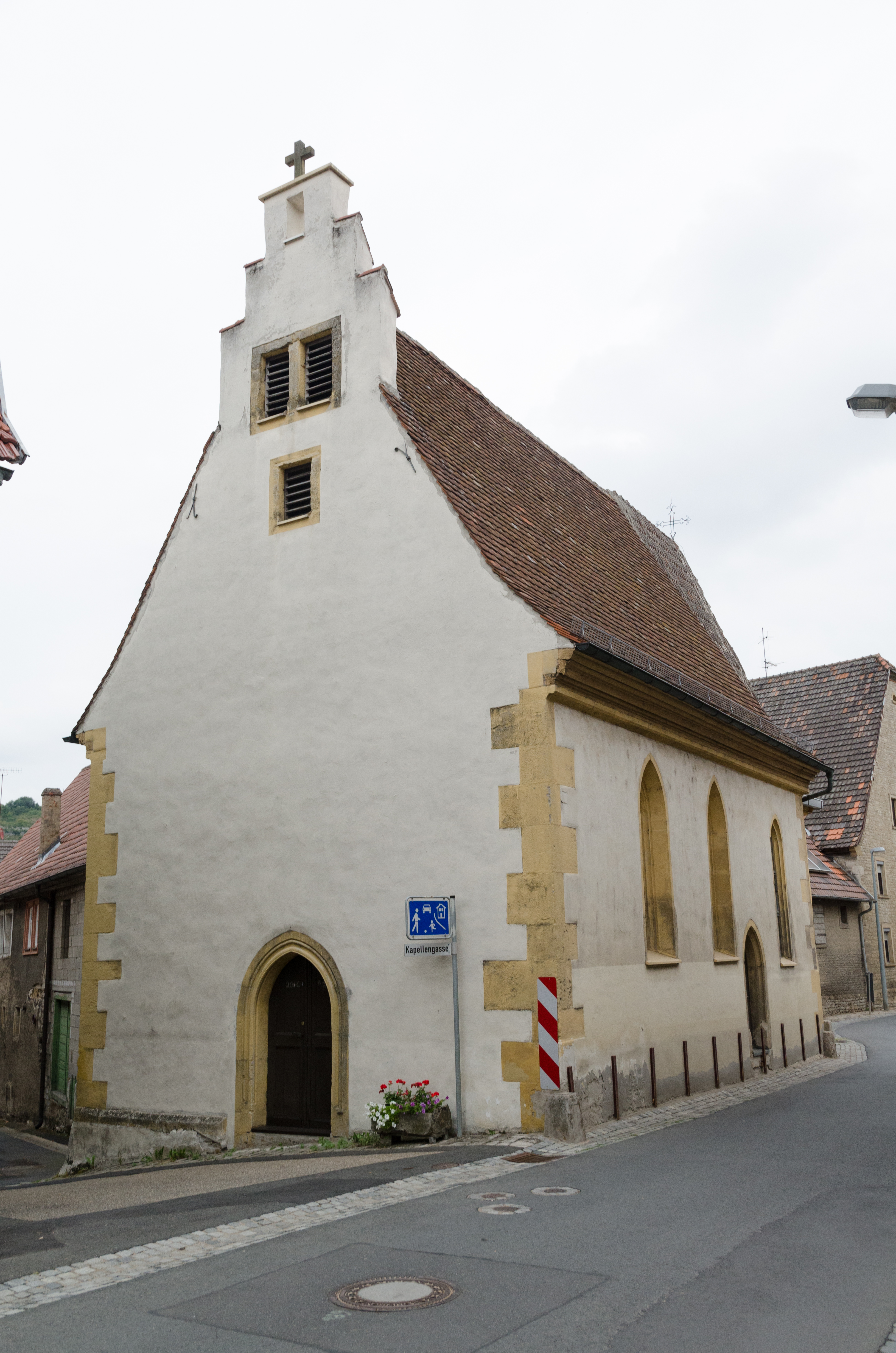
Zum Hl. Kreuz

### Ochsenfurt – St. Andreas mit St. Burkard, St. Thekla, Kleinochsenfurt – Maria Schnee
- Pfarrei St. Andreas Ochsenfurt mit St. Burkard Thierbachtal, Kapelle St. Michael
- Pfarrei Maria Schnee Kleinochsenfurt
- Kuratie St. Thekla Ochsenfurt

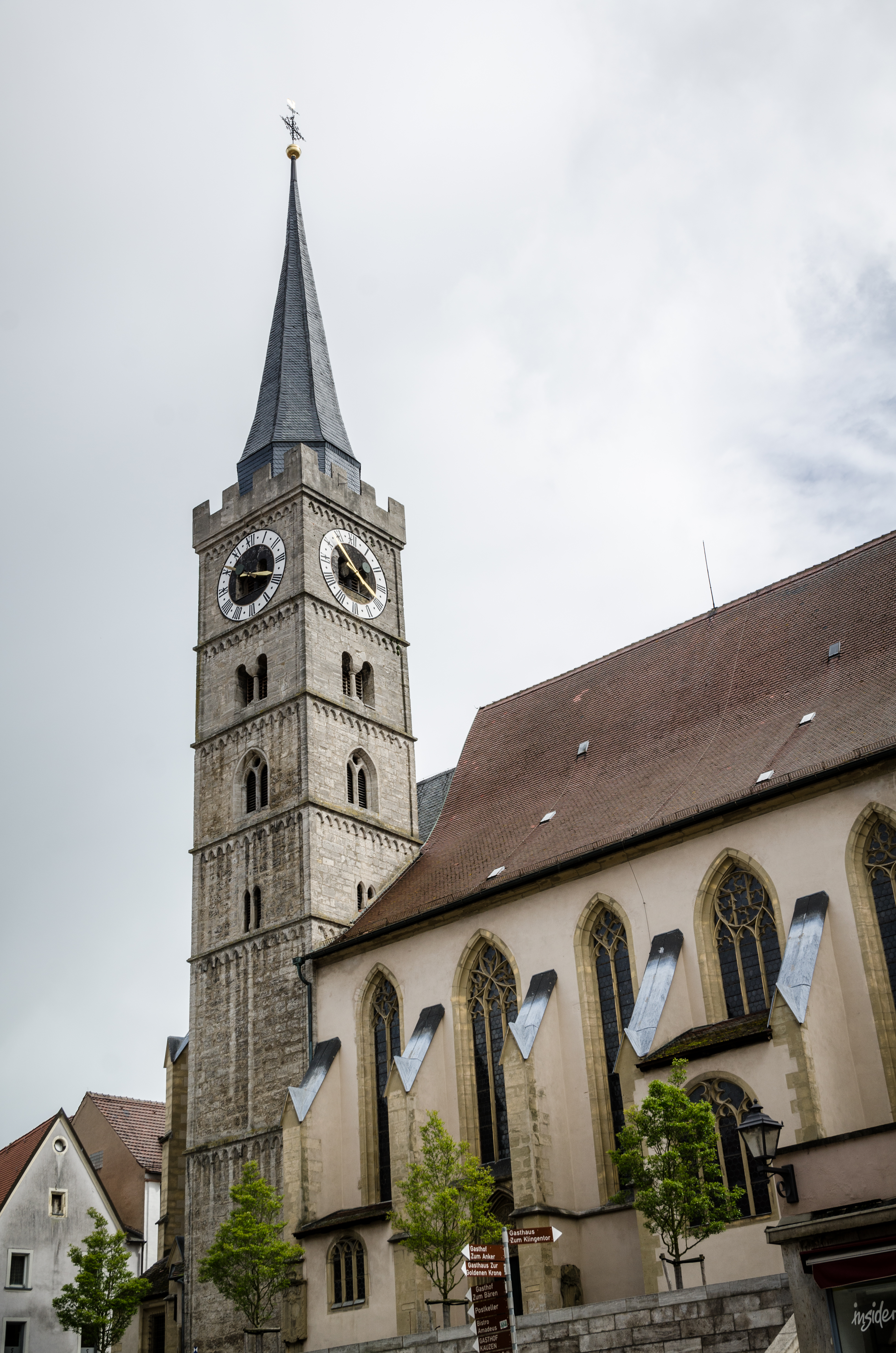
St. Andreas
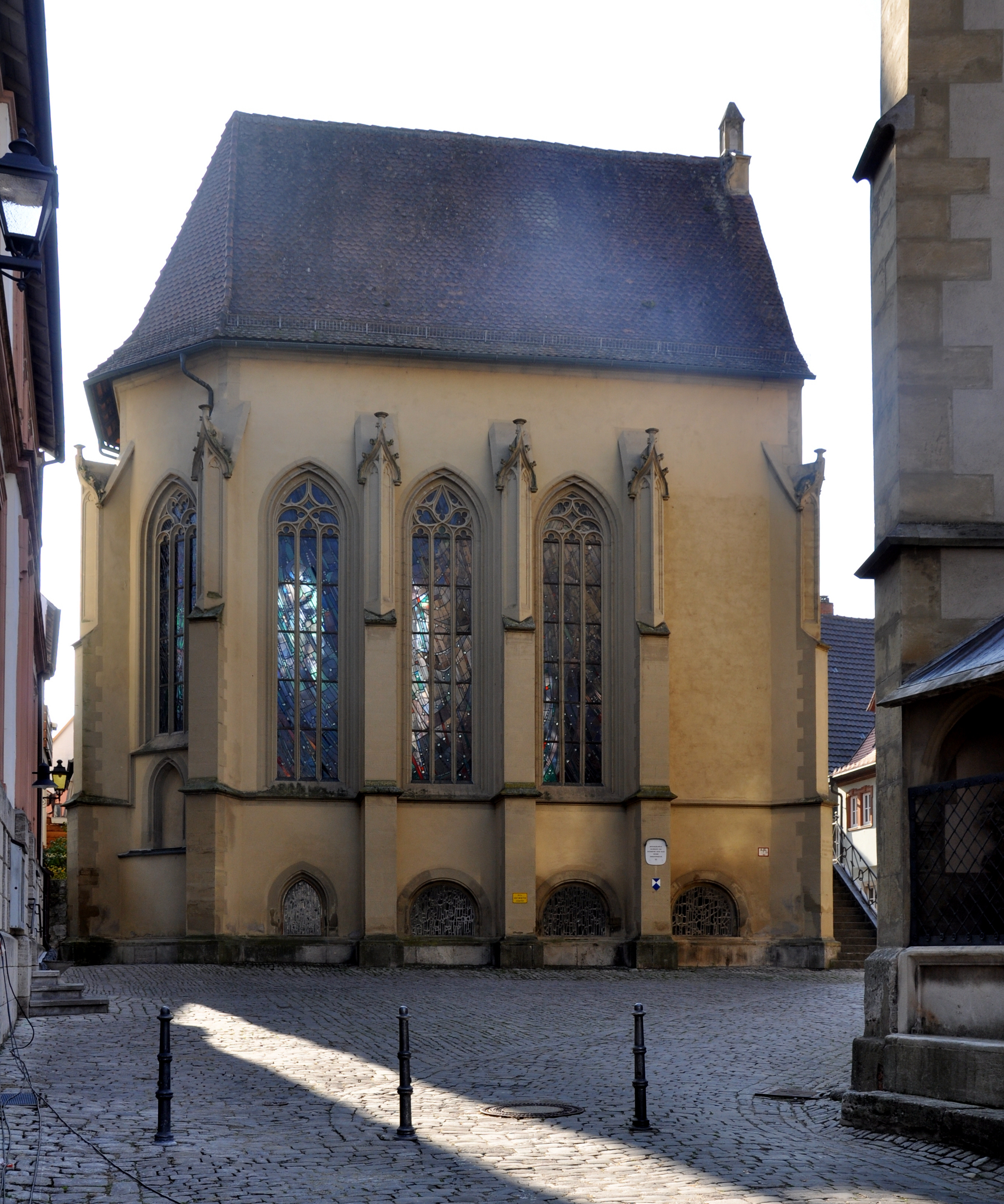
St. Michael

### Giebelstadt – Bütthard
- Pfarrei St. Josef der Bräutigam Giebelstadt
- Pfarrei St. Walburga und St. Georg Allersheim
- Pfarrei St. Peter und Paul Bütthard
- Pfarrei St. Peter und Paul Eßfeld
- Pfarrei St. Nikolaus Euerhausen
- Pfarrei St. Michael Gaurettersheim
- Kuratie St. Andreas und St. Jakobus der Ältere Gützingen
- Kuratie St. Burkard und St. Bonifatius Höttingen
- Pfarrei Maria Immaculata Ingolstadt in Unterfranken
- Pfarrei St. Erhard Oesfeld
- Pfarrei St. Cyriakus Sulzdorf

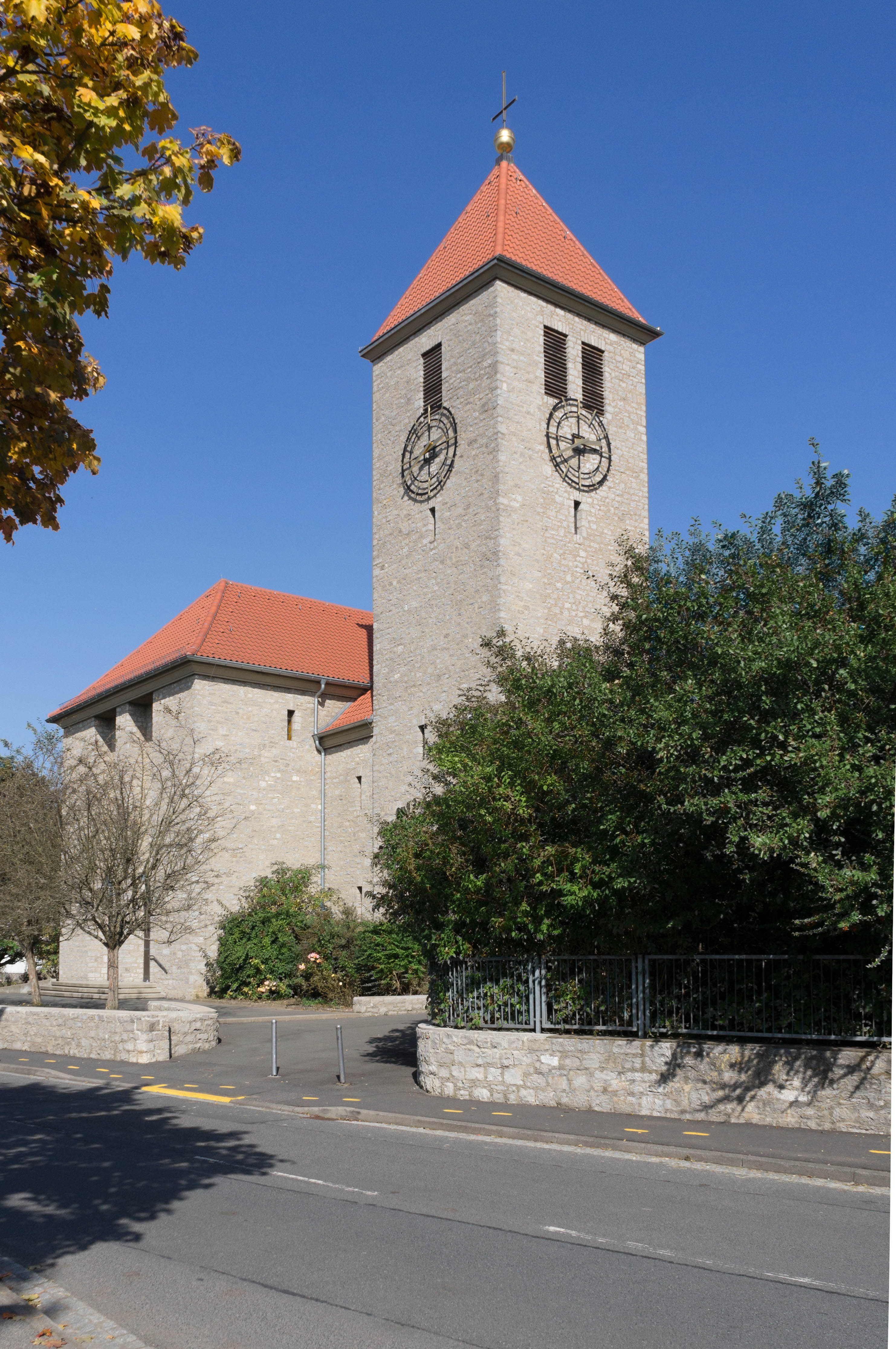
St. Josef
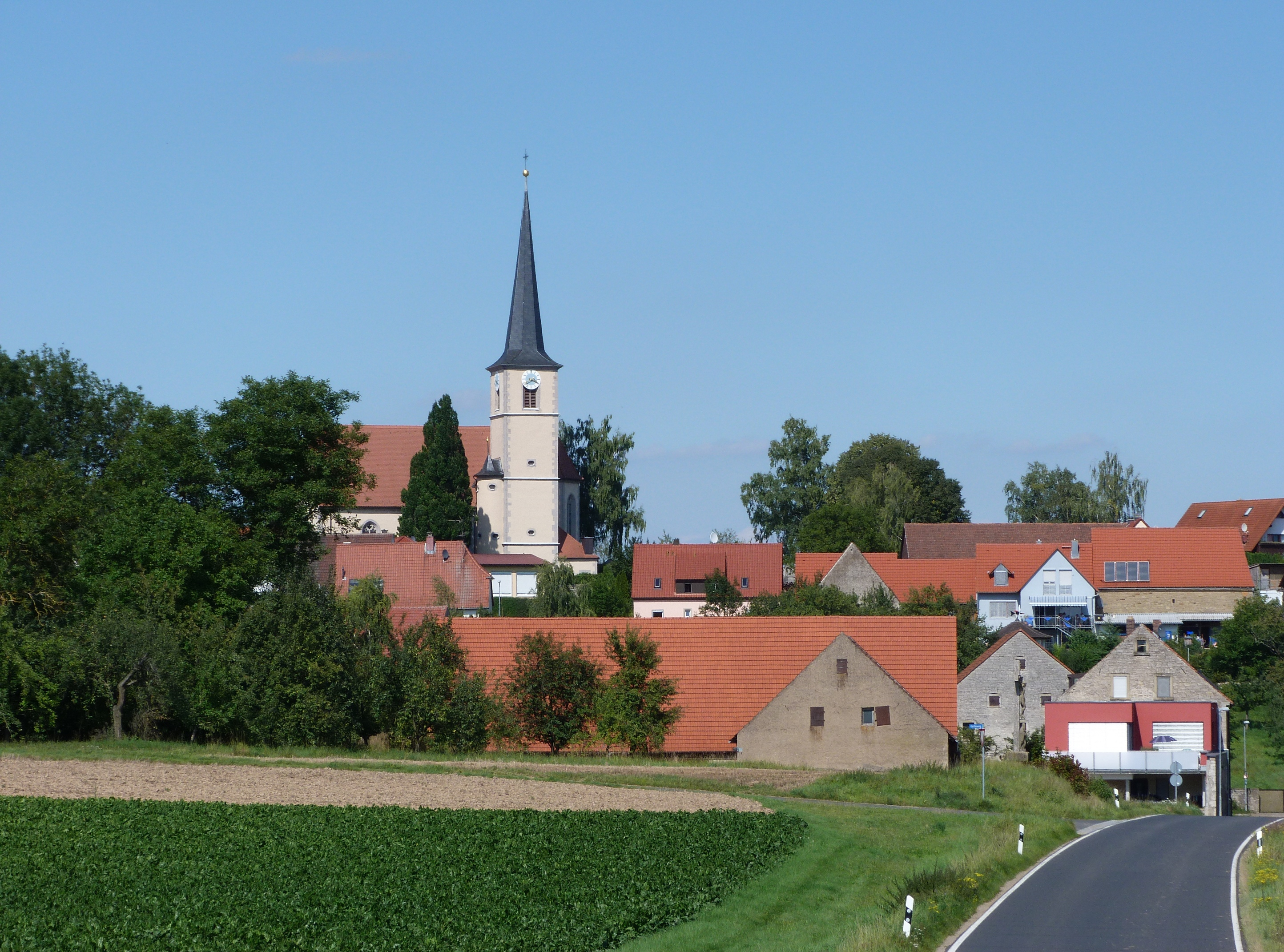
St. Walburga u. St. Georg
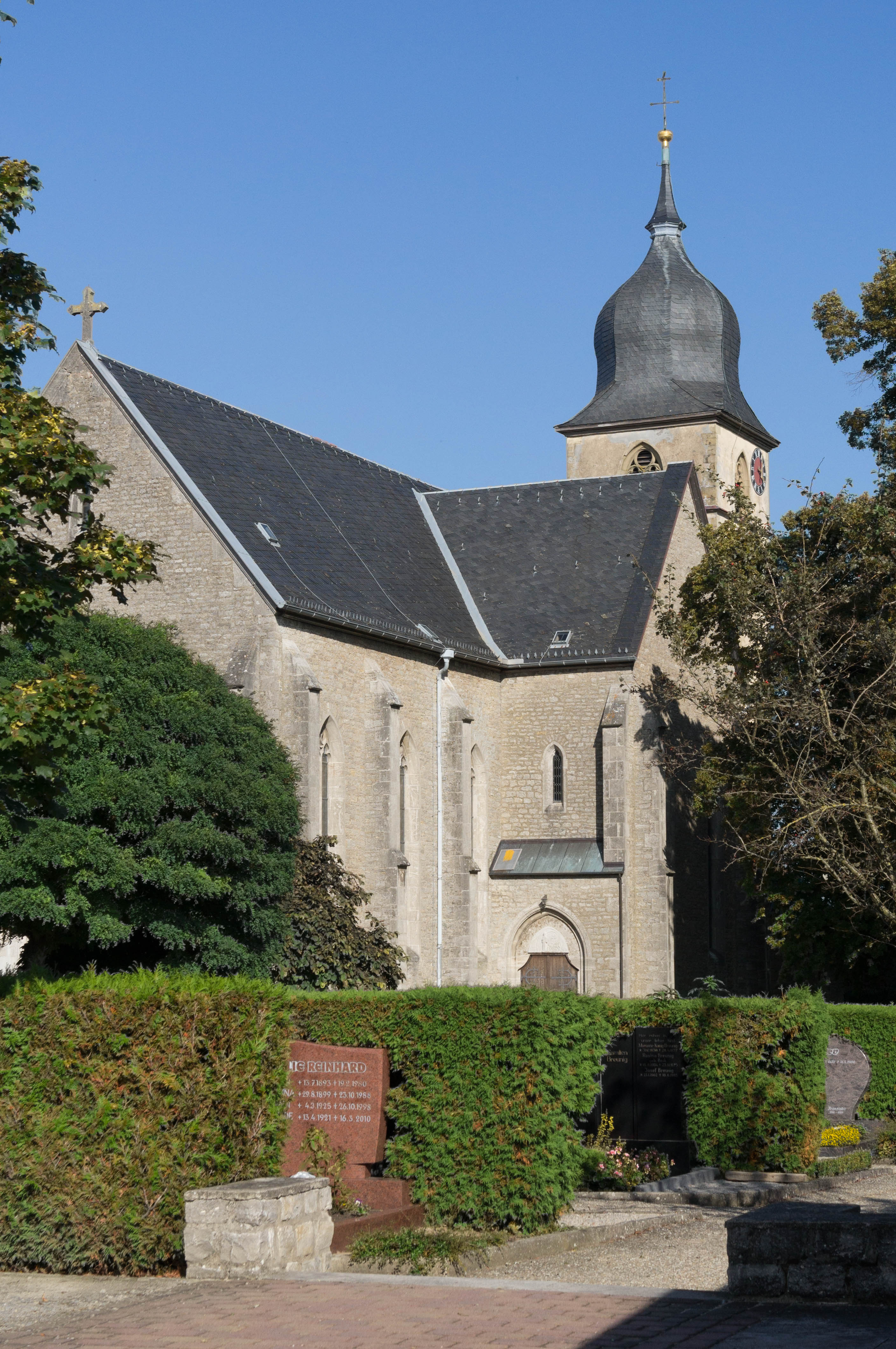
St. Peter und Paul
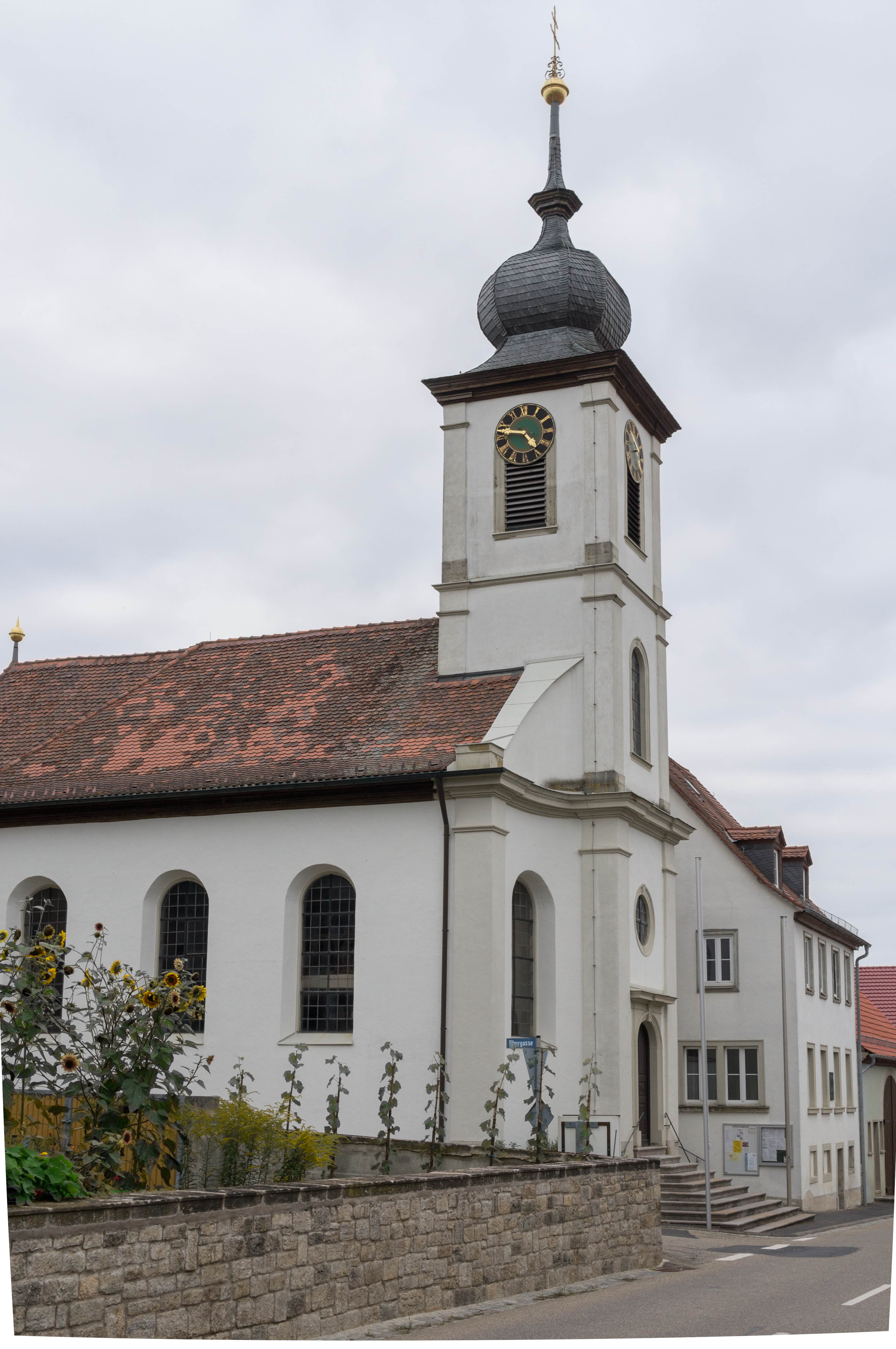
Maria Immaculata
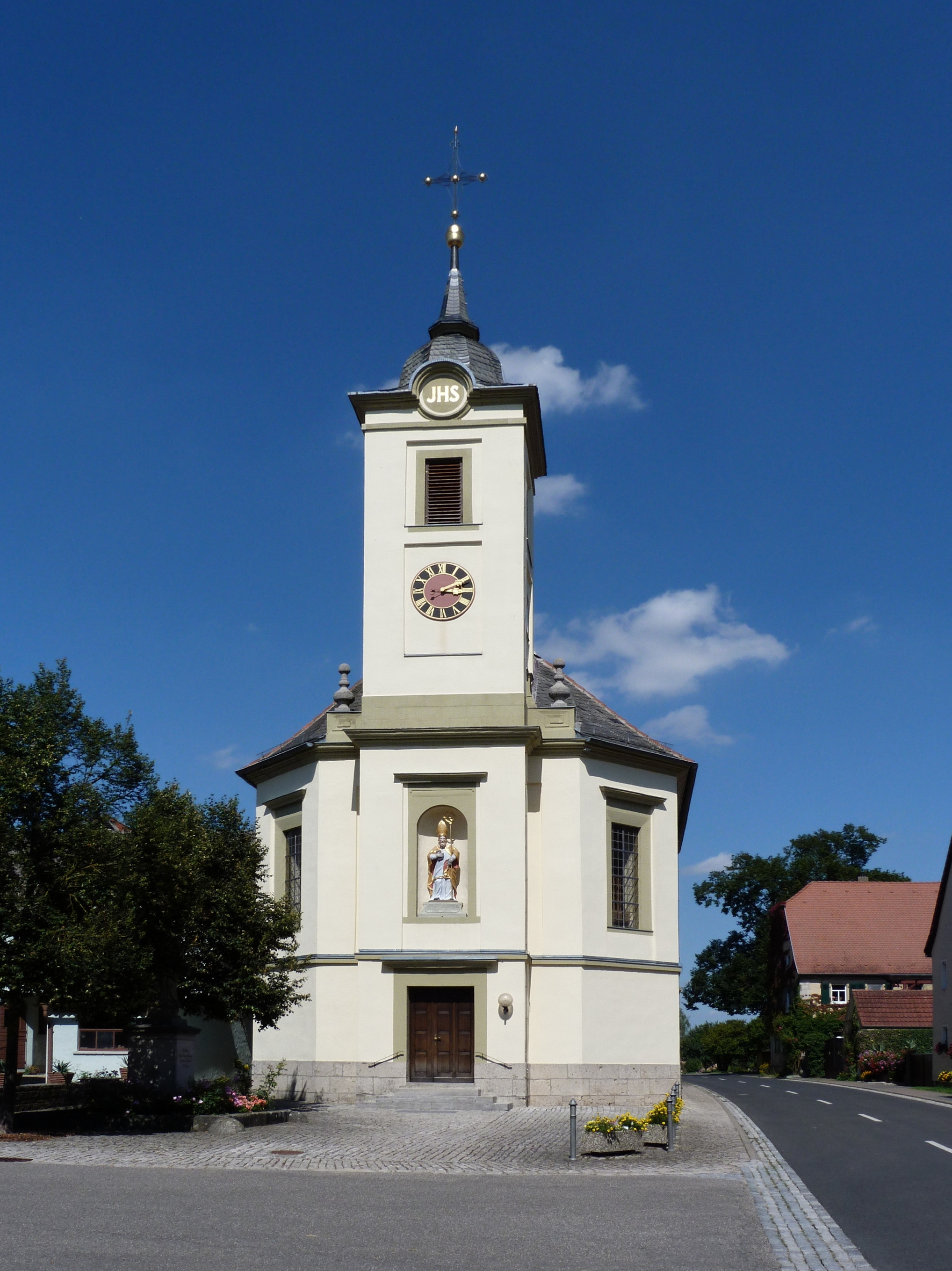
St. Erhard

### Zu den Schutzengeln im Gau (Gaukönigshofen)
- Pfarrei Heilige Schutzengel und St. Jakobus der Ältere Gaukönigshofen
- Pfarrei St. Bartholomäus Acholshausen
- Pfarrei St. Andreas Bolzhausen
- Kuratie St. Laurentius Eichelsee
- Pfarrei St. Matthäus Rittershausen
- Pfarrei St. Peter und Paul Sächsenheim
- Pfarrei St. Johannes der Täufer Sonderhofen
- Pfarrei St. Markus und Mariä Verkündigung Wolkshausen

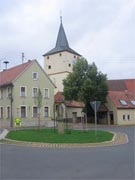
St. Laurentius

### Aub – Gelchsheim
- Pfarrei Mariä Himmelfahrt Aub, Spitalkirche zum Hl. Geist
- Pfarrei St. Georg Baldersheim
- Kuratie Kreuzauffindung Buch
- Pfarrei St. Andreas und Kunigundenkapelle, Burgerroth,
- Pfarrei St. Ägidius Gelchsheim
- Pfarrei St. Vitus Oellingen
- Kuratie St. Laurentius Osthausen

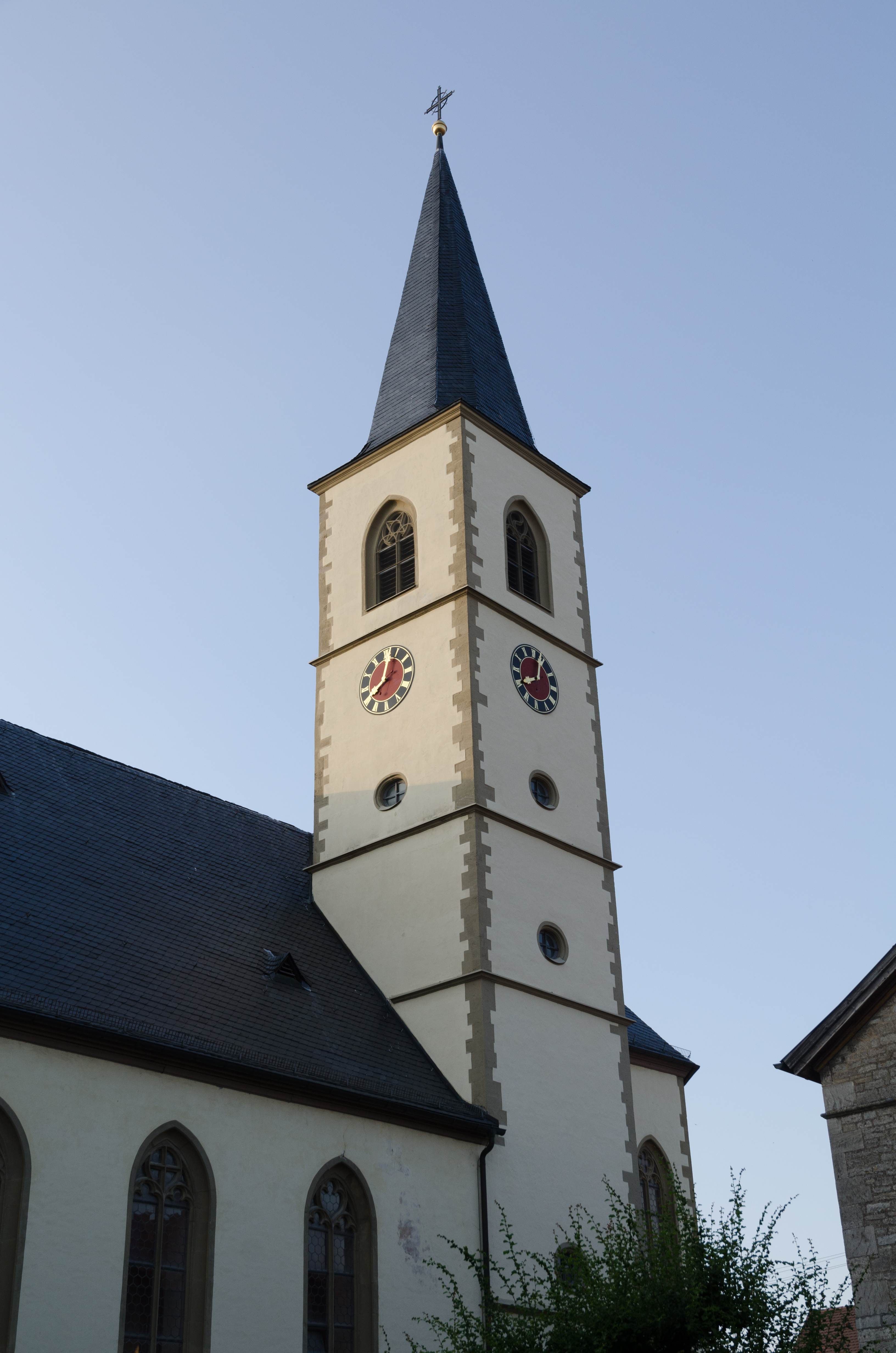
Mariä Himmelfahrt (Aub)
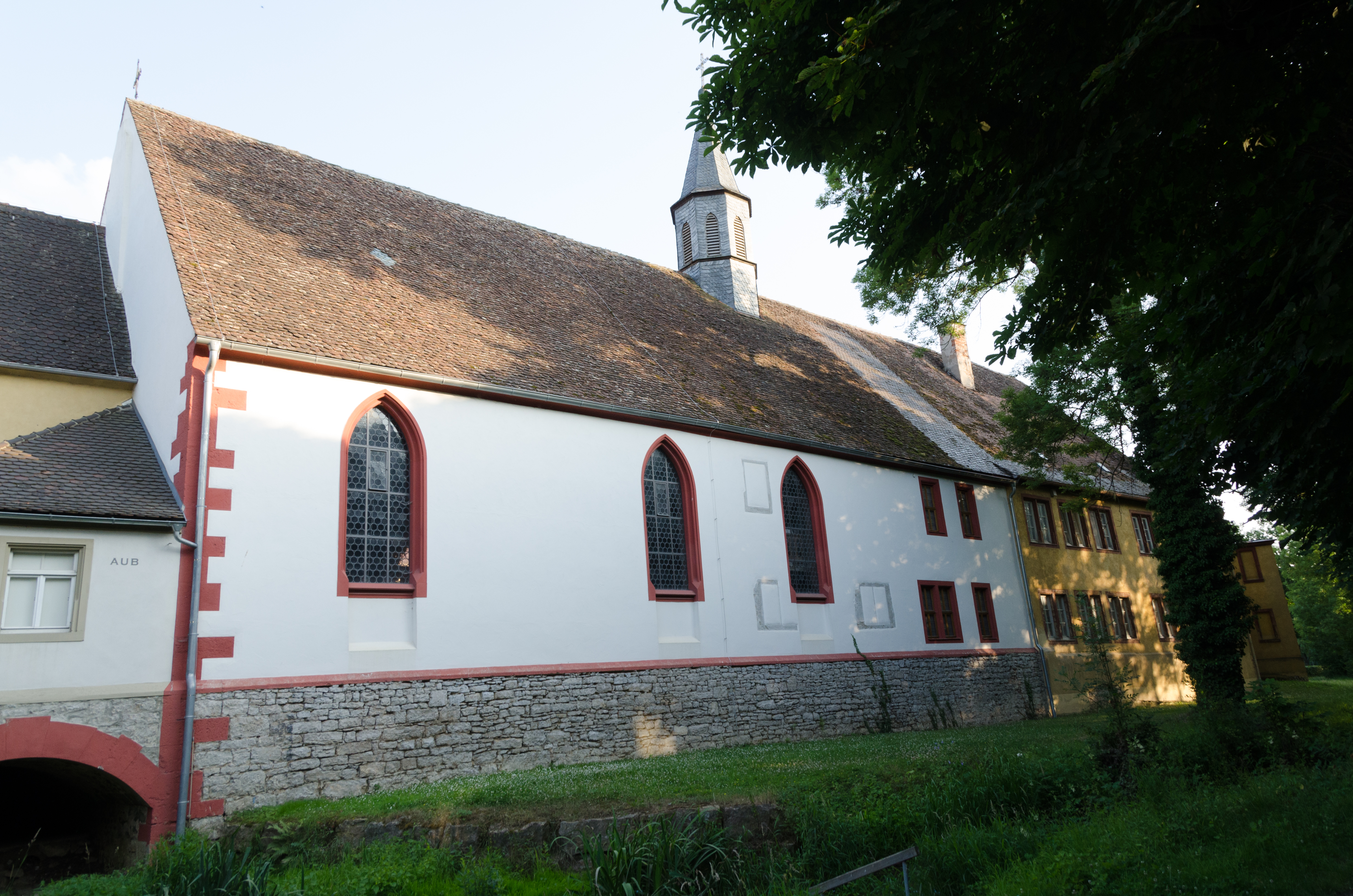
Spitalkirche Heilig Geist
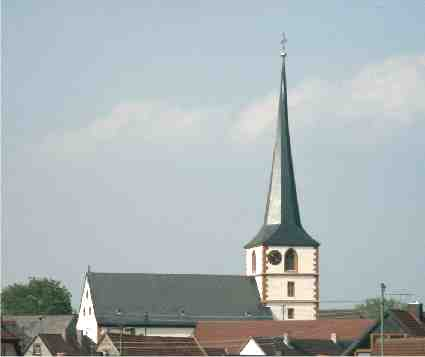
St. Georg
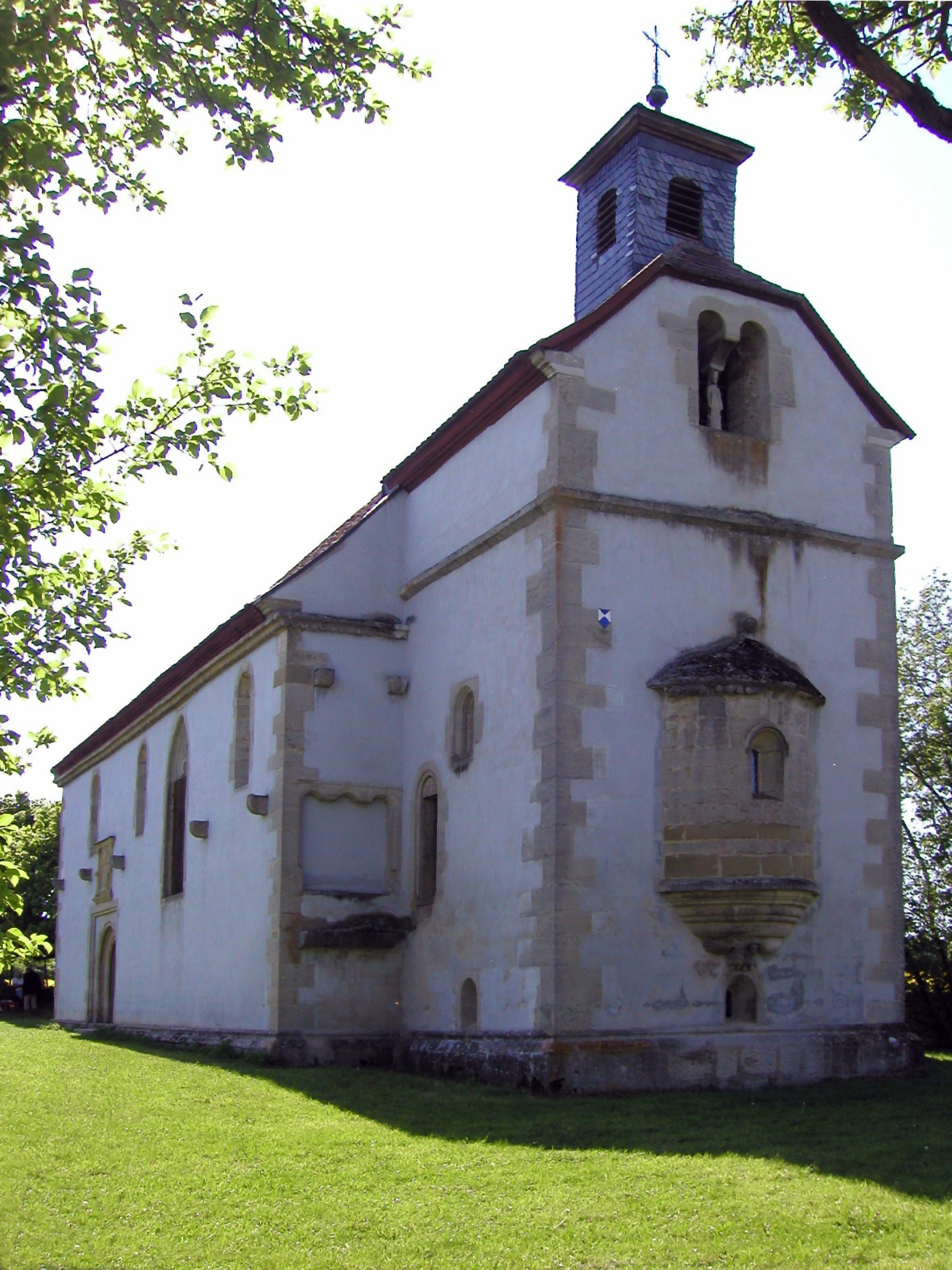
St. Kunigund

### Tauber Gau (Röttingen)
- Pfarrei St. Kilian und Gefährten Röttingen, Spitalkirche St. Peter und Paul, Gelchsheimer Käppele
- Pfarrei St. Johannes der Täufer Aufstetten
- Pfarrei St. Petrus und Paulus und St. Maria Magdalena Bieberehren mit St. Georg Klingen
- Pfarrei St. Laurentius Riedenheim
- Pfarrei St. Laurentius Stalldor
- Pfarrei St. Johannes Nepomuk und St. Wendelin Strüth
- Pfarrei St. Vitus Tauberrettersheim

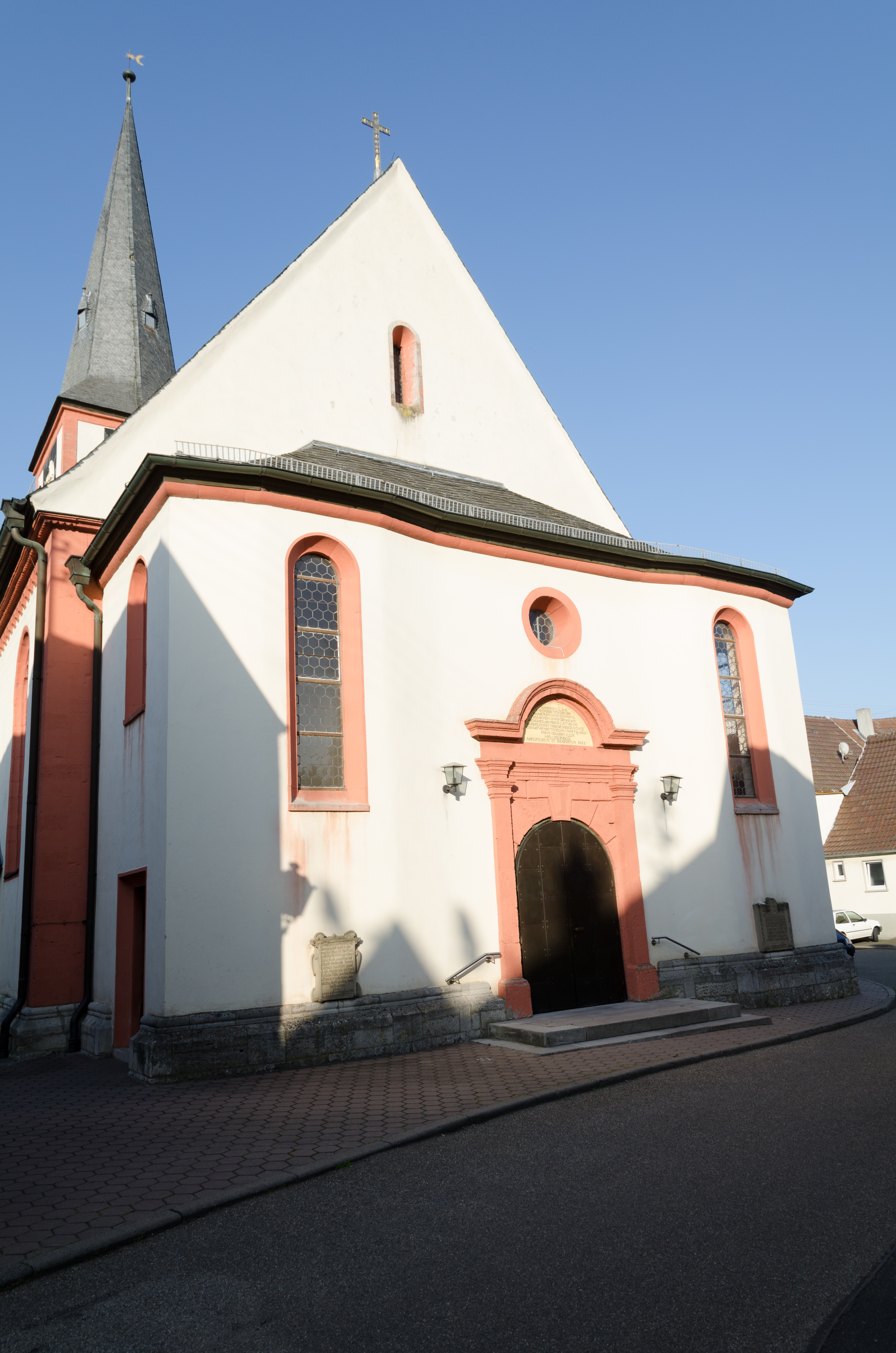
St. Kilian
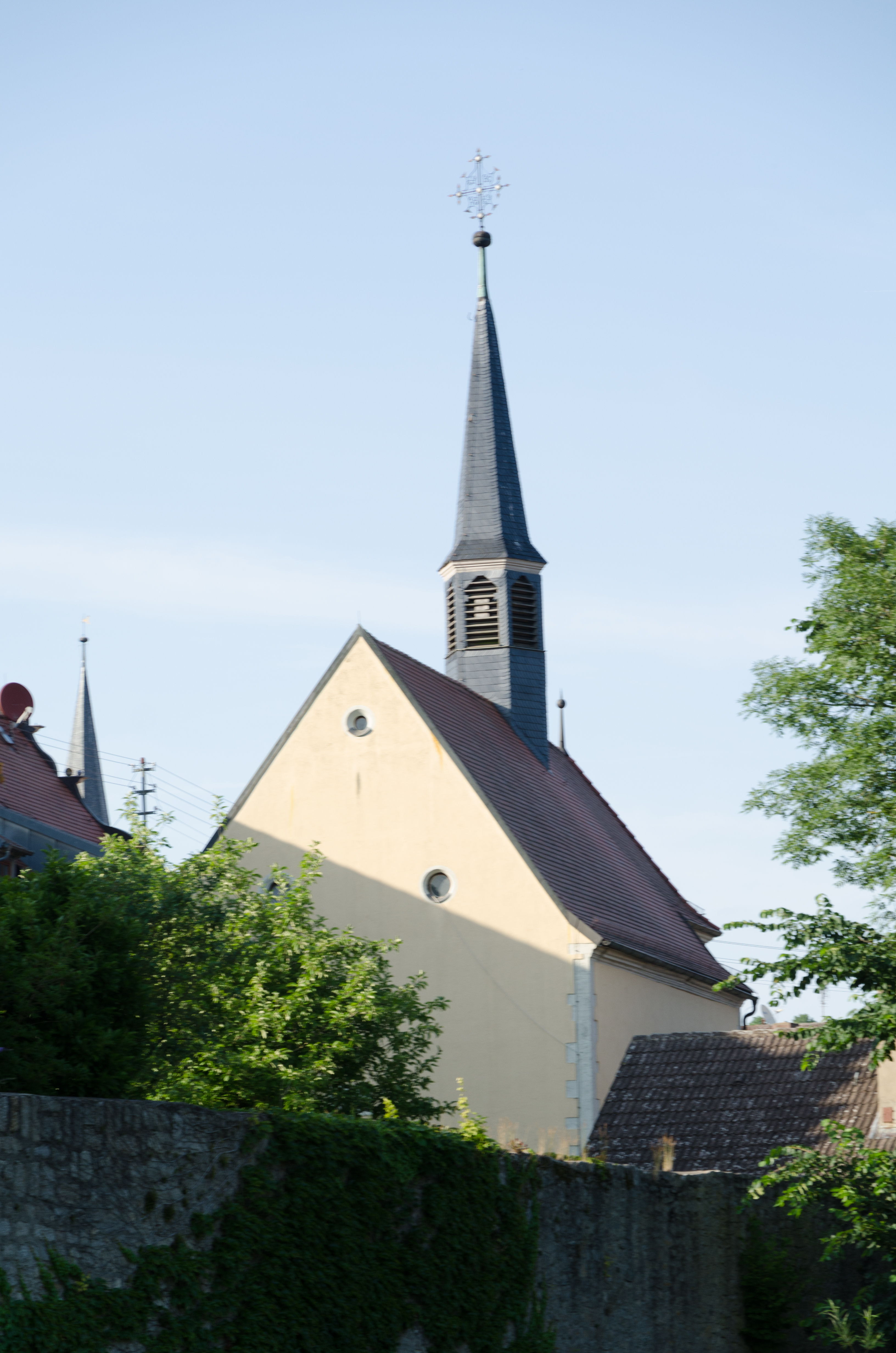
Spitalkirche St. Peter u. Paul
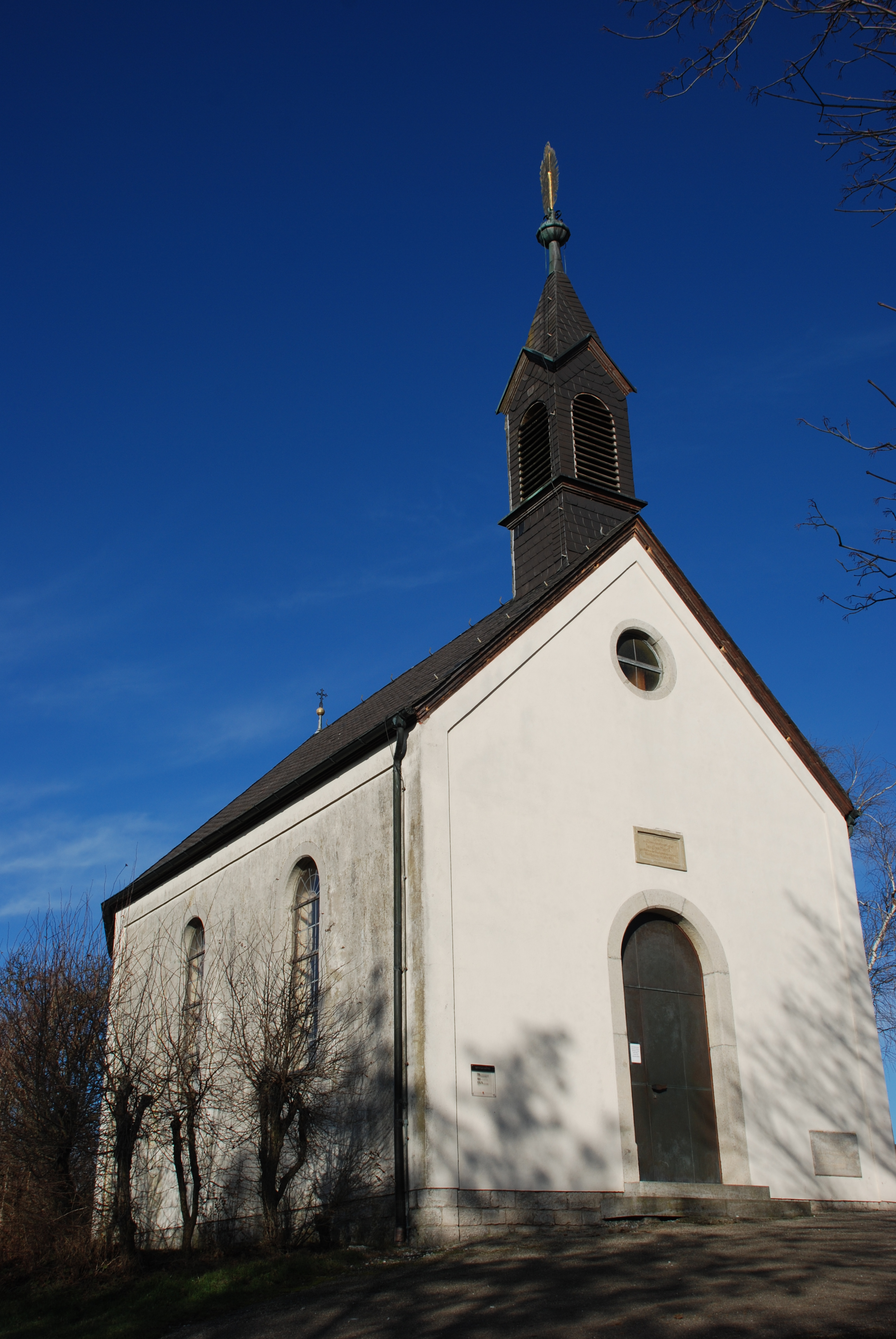
Gelchsheimer Käppele